# Dama de la Saya Verde
La Dama de la Saya Verde (conocida también como Reina del Submundo, Bruja Verde, y  Dama Verde) es un personaje de Las Crónicas de Narnia de C. S. Lewis. Fue la bruja que mantuvo secuestrado durante 10 años al príncipe Rilian, y que también tuvo hechizada a la Tierra Inferior para que sus habitantes, los terranos, trabajaran todo el tiempo bajo sus órdenes, haciendo un túnel hacia Narnia por el que ella saldría a la superficie cuando estuviera listo, para así conquistar al Mundo Exterior.

## Información general
En el año 2346 del calendario narniano, la Dama de la Saya Verde adoptó la forma de una serpiente y mató a la hija de Ramandu, la esposa del rey Caspian X. Un día, el Príncipe Rilian salió en busca de la serpiente, pero en lugar de encontrarla, vio a la Dama de la Saya Verde transformada en humana. Rilian contó este acontecimiento a uno de sus mejores amigos en la corte: Lord Drinian. Él también la vio, pero no se lo dijo al rey. Otra tarde en que el príncipe salió solo, la Dama Verde lo capturó.
Después de secuestrar al príncipe, ella tiene planes para atacar a Narnia desde el subsuelo, usando al príncipe esclavo como su general, y luego como rey de Narnia (quizás como un rey títere).
Ella entiende que Eustace, Jill, y Charcosombrío (también conocido como Barroquejón) han sido enviados para rescatar a Rilian, y se encuentra con ellos en el norte del país de Narnia. Ella astutamente los dirige al castillo de los gigantes donde celebraban la Fiesta de Otoño, y que ella sabía que "pastel de humano" es un plato tradicional de esta fiesta. Esta era una manera fácil de deshacerse de sus adversarios.
Pero cuando inesperadamente ella ve a los tres dentro de sus dominios, intenta anular los sentidos y pensamientos de ellos a través de la magia hipnótica. Ella casi los convence al decirles que Narnia y la Tierra no existen, pero Charcosombrío/Barroquejón evita la ilusión exitosamente.
Finalmente la bruja utiliza su habilidad para transformarse en una serpiente gigante verde. Pero el príncipe la reconoce, ya que era la misma serpiente que mató a su madre diez años antes. Después de una breve lucha, él le corta la cabeza.

## Semejanzas entre la Bruja Verde y la Bruja Blanca
La historia nunca deja en claro de dónde es o de dónde proviene la Dama Verde. La silla de plata la incluye entre las varias "brujas del Norte", un grupo que, evidentemente, también incluye a Jadis, la Bruja Blanca. Algunos lectores creen que Jadis y la Dama de la Saya Verde son la misma persona. Jadis, sin embargo, es asesinada por Aslan varios cientos de años antes, conforme es narrado en El león, la bruja y el armario. Además, Lewis no describe si la bruja blanca volvió a la vida.
La especulación es probablemente reforzada por el juego de esbozos de los personajes incluidos en ediciones posteriores de los libros. El esbozo para Jadis la describe como "completamente mala, hasta en La Silla de Plata." Como la Dama de la Saya Verde aparece en este libro, unos concluyen que este esbozo de Jadis debe referirse a la Dama Verde. Sin embargo, los esbozos de los personajes son adiciones recientes a los libros; ellos no fueron escritos por Lewis y, en este aspecto, no son apoyados por el texto de él. El erudito de Lewis, Peter Schakel, afirma que el esbozo del personaje de la Bruja Blanca "declara incorrectamente que la Reina del Submundo es una encarnación de Jadis."
La BBC lanza la misma actriz (Barbara Kellerman) para los dos papeles en las adaptaciones de televisión lanzadas en la década los ochenta. Esta elección se debió en parte al presupuesto limitado de las producciones de televisión,[cita requerida] ya que varios actores también fueron lanzados más de una vez en las múltiples funciones para ahorrar dinero (Kellerman fue elegida también para interpretar a una bruja en El Príncipe Caspian).
La posibilidad de cómo Jadis podría regresar nunca se aclaró, ya que es asesinada al final de El león, la bruja y el armario, su última aparición en los libros. En El Príncipe Caspian, Nikabrik y sus compañeros dicen que la Bruja Blanca podría ser resucitada. En el texto original de Lewis, esta afirmación no consta, a pesar de que la adaptación cinematográfica de Walden Media la introduce en un ritual que le daría a Jadis la posibilidad de resucitar.